# Penstemon laricifolius
Penstemon laricifolius är en grobladsväxtart som beskrevs av William Jackson Hooker och George Arnott Walker Arnott. Penstemon laricifolius ingår i släktet penstemoner, och familjen grobladsväxter.

## Underarter
Arten delas in i följande underarter:
- P. l. exilifolius
- P. l. laricifolius